# Гранат, Юхан
Карл Юхан Гранат (швед. Karl Johan Granath; род. 4 марта 1950, Чёпинг) — шведский конькобежец; Участник зимних Олимпийских игр 1972, 1976 и 1980 года, чемпион мира и бронзовый призёр чемпионата мира, 4-кратный чемпион Швеции,  установил восемь шведских рекордов. Выступал за клуб "SK Also" Вестерос

## Биография
Юхан Гранат родился в семье Карла Свена Бертиля Граната и Мод Элизабет. У него есть брат Олаф, также бывший конькобежец. Его спортивная карьера началась в команде по хоккею с мячом «Кольсва», но, поскольку он больше предпочитал просто катание на коньках, чем мяч и клюшку, то в возрасте 15 лет стал заниматься конькобежным спортом в Вестеросе.
В 1968 году Юхан дебютировал сразу на юниорском и взрослом конькобежных чемпионатах Швеции. Через 2 года стал чемпионом Швеции среди юниоров в многоборье и участвовал на VI-й зимней Универсиаде в Рованиеми, где занял лучшее 4-е место в забеге на 1500 м. В 1971 году он впервые принял участие на чемпионате мира в спринтерском многоборье в Инцелле и занял 7-е место.
В 1972 году на чемпионате Швеции стал чемпионом в комбинации спринта, следом участвовал на своих первых зимних Олимпийских играх в Саппоро, где занял 16-е место на обеих дистанциях 500 м и 1500 м. В феврале на спринтерском чемпионате мира в Эскильстуне стал 8-м многоборье, а через год чемпионате мира в Осло поднялся на 6-е место.
Следующие два года он по-прежнему не мог пробиться в тройку на мировых чемпионатах, лучшее 5-е место он занял в 1975 году. Но в 1976 году Юхан максимально прибавил. На зимних Олимпийских играх в Инсбруке он финишировал 13-м на дистанциях 500 м и 1000 м, а вот на чемпионате мира в Берлине не было его главных соперников из СССР и Восточной Европы, которые байкотировали этот чемпионат. Он стал впервые чемпионом мира в спринтерском многоборье, обыграв двух американцев, занявших 2-е и 3-е места.
Следующий успех к нему пришёл в 1978 году, когда стал бронзовым призёром в спринте на чемпионате мира в Лейк-Плэсиде. Тогда он уступил первые два места чемпиону Эрику Хайдену и серебряному призёру, норвежцу Фроде Рённингу. Это несмотря на то, что годом ранее у него были проблемы с подколенным сухожилием. В последующие годы он не смог показать тот же уровень и его результаты сильно упали на международной арене. 
В 1980 году на своих третьих зимних Олимпийских играх в Лейк-Плэсиде занял только 36-е место на 500-метровке и дисквалифицирован на 1000 м, упав на обоих дистанциях. В 1984 году он печально завершил свою карьеру конькобежца. Его поймали на допинг-пробе и отстранили на 18 месяцев. После активной карьеры он решил сосредоточился на внутренних соревнованиях и занялся тренерской деятельностью. Юхан продолжал выступать вплоть до 2004 года среди мастеров и даже был чемпионом Швеции в 2000 и 2004 годах.

## Личная жизнь
Юхан Гранат учился в стоматологической школе в Стокгольме и сделал карьеру стоматолога. Был женат с 1974 по 1979 год на Элизабет Каллстениус, бывшей конькобежке. Его отец умер в 2006 году, а мать через год в 2007. Юхан работал помощником тренера национальной сборной по конькобежному спорту. В данный момент ведёт собственную стоматологическую практику в Кольсве к северу от Эскильстуны.